# Sorella sconfitta
Sorella sconfitta è un album di Massimo Zamboni pubblicato nel 2004 dalla Radiofandango.

## Tracce
1. Santa Maria elettrica (strumentale)
2. Sorella sconfitta con Lalli
3. Su di giri con Nada
4. Stralòv (strumentale)
5. Ultimo volo in America con Marina Parente e Nada
6. Da solo con Lalli
7. Kral con Fiamma
8. Miccia prende fuoco con Nada
9. Pied beauty con Fiamma
10. Dolorama con Lalli e Marina Parente
11. Blu di Prussia
12. Schiava dell'aria con Lalli e Marina Parente
13. Santa Maria elettrica (strumentale)